# Ceremony of the Keys (London)
Ceremony of the Keys, ung. Nyckelceremonin, är en över 700 år gammal ceremoni som genomförs varje kväll vid Tower of London, då huvudingångarna låses för natten. Det sägs vara den äldsta militära ceremonin i världen, och är den mest kända ceremonin vid Towern.

## Ceremonin
Exakt klockan 21:53 lämnar kommendanten för Yeoman Warders sitt ämbetsrum i Byward Tower, klädd i uniform med förlaga från Tudortiden och bärande en ljuslykta. Han möts av en militär eskortstyrka, Escort to the Keys, en avdelning ur förbandet Yeomen of the Guard.  Kommendanten lämnar lyktan till en soldat och marscherar därefter med styrkan till det yttre porthuset. De tjänstgörande vaktposterna hälsar kungens nycklar då dessa passerar.
Kommendanten låser först den yttre porten, och sedan portarna i Middle Tower och Byward Towers. Därefter marscherar styrkan längs Water Lane, tills man når valvporten vid Bloody Tower, där en vaktpost begär lösen:
Vaktposten: "Halt! Vem kommer där?"
Kommendanten: "Nycklarna."
Vaktposten: "Vems nycklar?"
Kommendanten: "Kung Charles nycklar."
Vaktposten: "Passera, Kung Charles nycklar. Allt är lugnt."
Kommendanten med eskort marscherar sedan till Broadwalk Steps där slottsvaktens huvudstyrka väntar. Styrkan gör halt och styrkans befälhavare beordrar truppen att skyldra gevär. Kommendanten tar ett steg framåt, lyfter på sin huvudbonad och utropar:
Kommendanten: "Gud bevare Kung Charles!"
Vakt: "Amen!"
Då svaret "Amen" ges, slår klockan i Waterloo Barracks 2200 och signalen Last Post ljuder, vilket anger att ceremonin är över.
Vaktstyrkan upplöses och kommendanten tar nycklarna till King's House där de förvaras över natten.

## Historik
Ceremonins ursprung är okänt. Den kan ha börjat redan under medeltiden, och det hävdas att en nyckelceremoni av något slag skall ha genomförts sedan 1300-talet. Det finns skrivna instruktioner från 1500-talet som föreskriver att nycklarna skall placeras på ett säkert ställe av en officer i Towern efter att portarna låsts. Ceremonin i sin nuvarande form stammar sannolikt från 1800-talet då Yeoman Warders omorganiserades av den dåvarande befälhavaren över Towern, hertigen av Wellington.
Ceremonin har aldrig ställts in och har bara försenats en gång, närmare bestämt under ett fientligt angrepp mot London under andra världskriget.

## Biljetter till ceremonin
Mellan 40-50 besökare får dagligen vara med vid ceremonin och då med eskort. Biljetterna kostar ingenting, men måste beställas i förväg från Historic Royal Palaces som är den organisation som har hand om Towern. Ceremonin är vanligen fullbokad mer än ett år i förväg.